# 잉글랜드-스페인 전쟁 (1625년~1630년)
1625년~1630년 잉글랜드-스페인 전쟁은 스페인과 잉글랜드 사이에 벌어졌으며, 네덜란드 공화국과 스코틀랜드는 잉글랜드 편에서 참전했다. 네덜란드와 스페인 사이의 네덜란드 독립 전쟁의 지류인 이 분쟁의 전투는 육상 및 해상 교전이 혼합된 형태였다. 전쟁은 1630년 마드리드 조약 체결로 끝났으며, 원상 복귀로 귀결되었다. 그러나 이 분쟁으로 인해 잉글랜드 직물 상인들은 플란데런의 수익성 있는 시장에 대한 접근권을 잃어 광범위한 불만을 초래했다. 또한 잉글랜드 의회와 잉글랜드 군주정 사이의 분열을 심화시켜 궁극적으로 1642년 제1차 잉글랜드 내전으로 이어졌다.

## 배경
이 시기의 유럽 정책은 1618년 신성 로마 제국 내에서 발발한 30년 전쟁과 1622년 스페인과 네덜란드 공화국 사이의 네덜란드 독립 전쟁의 재개에 의해 지배되었다. 프로테스탄트 네덜란드에 대한 대중의 열정과 가톨릭 반종교개혁의 성공에 대한 우려에도 불구하고, 잉글랜드의 네덜란드 독립 전쟁 참전은 재정적 지원과 자원병 부대 제공에 한정되었다. 이는 주로 문제의 성격과 해결 방법에 대한 잉글랜드 군주정과 의회 사이의 의견 차이 때문이었다.
30년 전쟁은 프로테스탄트인 프리드리히 5세 폰 데어 팔츠 선제후가 신성 로마 황제의 가톨릭 상속인인 페르디난트 2세를 대신하여 보헤미아 왕관을 받아들이면서 시작되었다. 1619년 프리드리히는 보헤미아에서 쫓겨났고, 스페인군은 네덜란드와의 전쟁 재개를 준비하기 위해 그의 세습 영지인 팔츠 선제후국을 점령했다. 프리드리히는 스코틀랜드와 잉글랜드의 왕인 제임스 1세의 사위였고, 그의 아들인 찰스 왕세자가 그의 상속자였다. 당시 잉글랜드는 네덜란드 공화국과 군사적 관계를 맺고 있었고, 네덜란드 독립 전쟁에서 그들을 지원했다.

## 전쟁
제임스 1세의 제4차 의회는 해상 전쟁에 사용될 조건으로 전쟁 수행을 위해 30만 파운드 가량의 세 차례 보조금과 세 차례 15분의 1세를 의결했다. 항상 평화주의자였던 제임스는 전쟁을 선포하기를 거부했고, 사실상 한 번도 선포하지 않았다. 그의 후계자인 찰스 1세가 1625년에 전쟁을 선포했다.

### 브레다 공방전
1624년 8월, 스페인 지휘관 암브로지오 스피놀라는 휘하 병력에게 네덜란드 도시인 브레다를 포위하도록 명령했다. 도시는 요새화가 잘 되어 있었고 나사우의 유스티누스 휘하의 네덜란드군 7,000명이 수비하고 있었다. 스피놀라는 빠르게 방어선을 구축하고 보급선을 끊으려던 오라녜 공 모리스가 이끄는 네덜란드 구원군을 격퇴했다. 1625년 2월, 호레이스 비어 경과 에른스트 폰 만스펠트 휘하의 잉글랜드군 7,000명으로 구성된 또 다른 구원군도 패배했다. 결국, 유스티누스는 11개월간의 포위 끝에 1625년 6월 브레다를 스페인에 항복했다.

### 카디스 원정

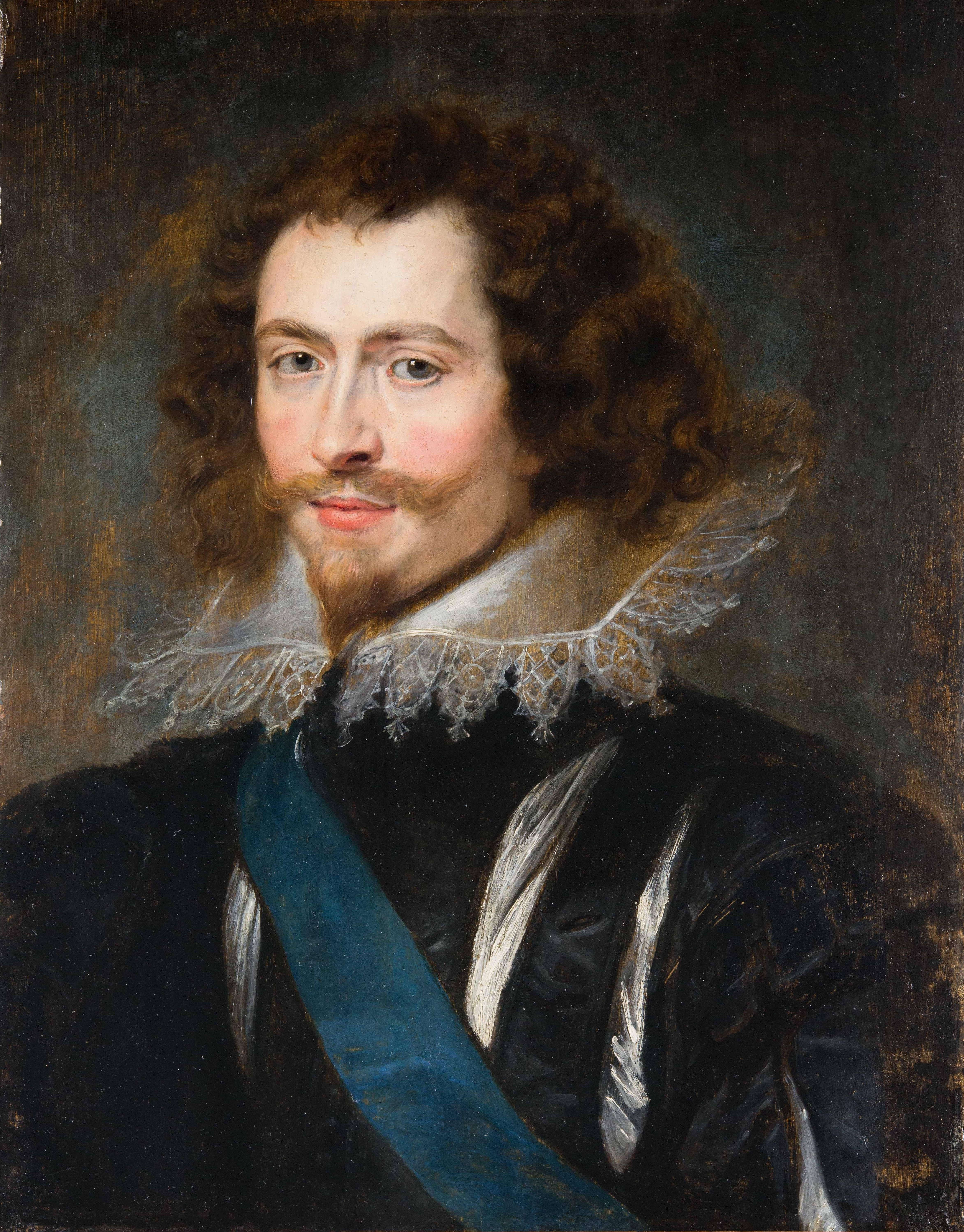
페테르 파울 루벤스의 버킹엄 공작

1625년 10월까지 약 100척의 잉글랜드 함선에 15,000명의 수병과 병사들이 카디스 원정을 위해 준비되었다. 또한 네덜란드와의 동맹이 체결되었는데, 네덜란드는 윌리엄 반 나사우가 지휘하는 추가 15척의 전함을 파견하여 잉글랜드 주력 함대가 없는 동안 영국 해협을 경비하는 것을 돕기로 합의했다. 네덜란드군에서 전투 경험이 풍부한 에드워드 세실 경은 버킹엄 공작에 의해 원정대 사령관으로 임명되었는데, 이는 부적절한 선택임이 드러났다. 세실은 훌륭한 군인이었지만 해상 문제에 대한 지식이 거의 없었다.
계획된 원정은 몇 가지 요소를 포함했다: 아메리카에서 귀중품을 싣고 돌아오는 스페인 보물 함대 선박을 나포하고, 스페인 도시를 공격하여 보급망을 약화시켜 스페인 경제에 피해를 주고 결과적으로 팔츠 선제후국에 대한 스페인의 군사적 압력을 완화하는 것이었다. 전체 원정은 잉글랜드군이 거의 중요하지 않은 오래된 요새를 점령하는 데 시간을 낭비하면서 익살극으로 변질되었고, 카디스는 방어선을 완전히 동원할 시간을 벌었으며 만에 있던 스페인 상선들은 안전하게 탈출할 수 있었다. 현대화된 도시 방어선은 튜더 시대의 방어선에 비해 크게 개선되었고 효과적임이 입증되었다. 한편, 도시로 진격하기 위해 해안 더 아래에 상륙한 잉글랜드군도 규율 불량으로 인해 샛길로 빠져버렸다. 결국, 원정대 사령관인 세실은 보급품 고갈에 직면하여, 대안이 없다고 판단하고 잉글랜드로 돌아가기로 결정했으며, 거의 아무것도 얻지 못했고 스페인에 아무런 영향도 미치지 못했다. 그리하여 12월에, 손상된 함대가 본국으로 돌아왔다.
찰스 1세는 자신의 위엄과 침략 함대에 충분한 보급품을 확보하지 못한 버킹엄을 보호하기 위해 원정 실패의 원인을 조사하려는 노력을 기울이지 않았다. 찰스는 이 참패에 눈을 감고, 대신 라로셸의 프랑스 위그노들의 곤경에 몰두했다. 그러나 잉글랜드 하원은 덜 관대했다. 찰스 1세의 제2차 의회는 버킹엄 공작에 대한 탄핵 절차를 시작했고, 찰스 1세는 성공적인 탄핵 위험을 감수하기보다는 의회를 해산했다.

### 1627년–1628년
버킹엄 공작은 프랑스의 섭정 리슐리외 추기경과 협상하여, 팔츠의 스페인군에 대항하는 프랑스의 지원을 대가로 잉글랜드 함선이 리슐리외의 위그노와의 전투를 돕도록 했다. 의회는 잉글랜드 개신교도가 프랑스 개신교도와 싸운다는 생각에 역겨움과 공포를 느꼈다. 이 계획은 궁정 내 비밀 가톨릭주의에 대한 그들의 두려움을 부추길 뿐이었다. 버킹엄 자신은 자신의 사업 실패가 리슐리외의 배신 때문이라고 믿고, 리슐리외 추기경의 많은 적들 사이에서 동맹을 형성하는 정책을 세웠는데, 여기에는 그가 최근에 공격했던 바로 그 위그노들을 지원하는 것이 포함되었다. 버킹엄 공작이 지휘하는 잉글랜드군은 생마르탱드레 공방전과 라로셸 공성전에서 프랑스 왕군에게 패배했다. 이 전역에서 잉글랜드군은 7,000명의 병력 중 4,000명 이상을 잃었다. 1628년 8월 23일, 포츠머스에서 두 번째 전역을 조직하던 중, 버킹엄은 라로셸 공성전에서 부상당했던 육군 장교인 존 펠튼에게 그레이하운드 펍에서 칼에 찔려 사망했다.

### 1626년–1629년 네덜란드 반란

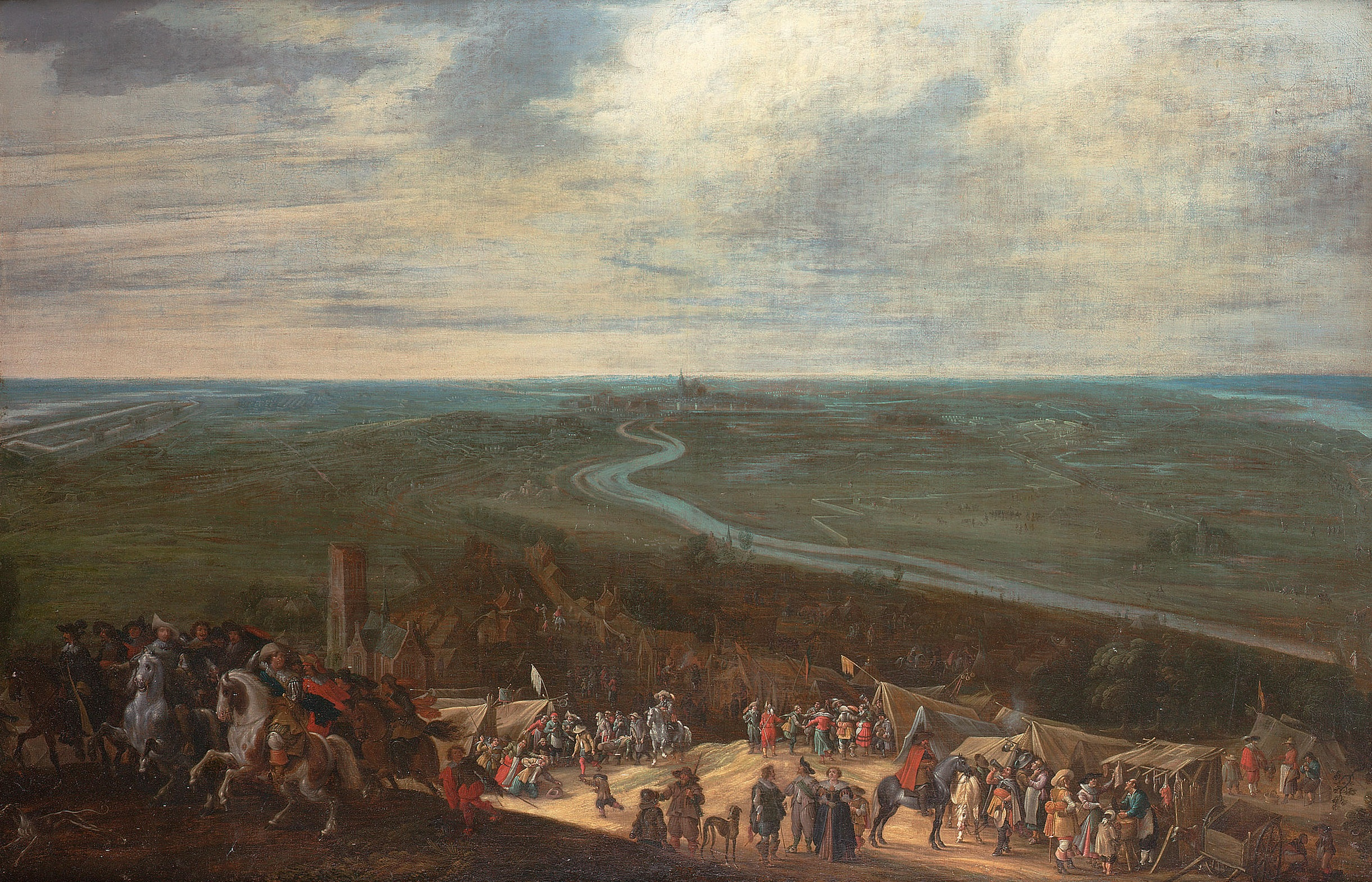
피터 스나이어스의 1629년 스헤르토헨보스 공방전

브레다 함락 후, 네덜란드 공화국 군대는 여전히 61,670명의 보병과 5,853명의 기병으로 구성되어 있었으며, 이 중 거의 20,000명은 잉글랜드인 또는 스코틀랜드인이었다. 이들 중에는 찰스 1세가 편성하여 네덜란드로 보낸 4개의 잉글랜드 연대가 포함되어 있었다. 이 병력의 일부는 스페인이 점령한 올덴잘 도시로 파견되었는데, 이곳은 1626년 여름 10일간의 포격 끝에 점령되었다. 다음 해 잉글랜드군은 에드워드 세실의 지휘 아래 그룬로 시의 포위에 기여했다. 헨드릭 판 덴 베르흐가 이끄는 스페인 구원군은 돌파에 실패했고, 그 결과 도시는 네덜란드 지휘관 프레데리크 헨드리크에게 항복했다. 1629년, 중요한 스페인 요새인 스헤르토헨보스는 포위되어 비어의 지휘 아래 여러 잉글랜드 및 스코틀랜드 연대를 포함한 프레데리크 헨드리크의 28,000명 군대에 의해 점령되었다.

### 세인트키츠와 네비스
1629년, 파드리케 데 톨레도 제독이 이끄는 스페인 해상 원정대가 카리브해의 세인트키츠와 네비스에 새로 설립된 잉글랜드와 프랑스 정착촌을 청산하기 위해 파견되었다. 이 지역은 스페인 제국이 1498년에 발견한 이래로 자국의 영토로 간주되었으며, 잉글랜드와 프랑스 정착촌이 스페인령 서인도 제도에 위협이 될 정도로 충분히 성장했다. 세인트키츠에 도착한 후, 두 섬의 중무장된 정착촌은 파괴되었고 스페인군은 섬들을 점령했다.

## 여파
잉글랜드는 1629년 프랑스와 수자 조약을 협상하여 30년 전쟁 개입을 변경했다. 이후, 해밀턴 공작과 크레이븐 백작에 의해 신성 로마 제국으로 원정이 이루어졌는데, 이는 그 분쟁에서 이미 스웨덴의 구스타브 2세 아돌프 휘하에서 복무하고 있던 수천 명의 스코틀랜드 및 잉글랜드 용병을 지원하기 위함이었다. 해밀턴의 징집은 잉글랜드-스페인 전쟁의 종결에도 불구하고 이루어졌다. 또한 잉글랜드군은 네덜란드 국가군의 상당 부분을 구성하게 되었지만 1630년 이후로는 네덜란드 급여를 받았다. 이듬해에는 프레데리크 헨드리크와 비어의 지휘 아래 마스트리흐트와 라인베르크가 탈환되었다. 1637년에는 브레다가 탈환되었으며, 찰스 모건 대령이 이끄는 잉글랜드군이 포위전에 참여했다.
만토바 계승 전쟁의 도래와 함께 스페인은 1629년 잉글랜드와 평화를 추구하여 무기 정지와 대사 교환을 주선했다. 11월 15일 마드리드 조약이 체결되어 전쟁이 끝났고 이로써 원상 복귀가 회복되었다. 이 분쟁으로 인해 잉글랜드 직물 상인들은 플란데런의 수익성 있는 시장에 대한 접근권을 잃어 광범위한 불만을 초래했다. 또한 잉글랜드 의회와 잉글랜드 군주정 사이의 분열을 심화시켜 궁극적으로 1642년 제1차 잉글랜드 내전으로 이어졌다.

## 추가 문헌
- Ashley, Maurice (1987). 《Charles I and Oliver Cromwell: A Study in Contrasts and Comparisons》. Methuen Limited. ISBN 9780413162700.
- Davenport, Frances Gardiner; Paullin, Charles Oscar, 편집. (2004). 《European Treaties Bearing on the History of the United States and Its Dependencies: Issue 254》. The Lawbook Exchange, Ltd. ISBN 9781584774228.
- Duffy, Christopher (1996). 《Siege Warfare: The fortress in the early modern world, 1494-1660》. New York, USA: Routledge. ISBN 978-0-415-14649-4.
- Durston, Christopher (2015). 《Charles I》. Routledge. ISBN 9781135099244.
- Israel, Jonathan Irvine (1998). 《The Dutch Republic: Its Rise, Greatness and Fall, 1477-1806 Oxford history of early modern Europe》. Clarendon Press. ISBN 9780198207344.
- Manning, Roger Burrow (2006). 《An apprenticeship in arms: the origins of the British Army 1585-1702》. London, UK: Oxford University Press. ISBN 978-0-19-926149-9.
- Markham, C. R (2007). 《The Fighting Veres: Lives Of Sir Francis Vere And Sir Horace Vere》. Kessinger Publishing. ISBN 978-1432549053.
- Robert L. Brenner. Merchants and Revolution: Commercial Change, Political Conflict, and London's Overseas Traders, 1550-1653, Verso (2003) ISBN 1-85984-333-6
- John H. Elliot. Empires of the Atlantic World: Britain and Spain in America 1492-1830 Yale University Press ISBN 0-300-11431-1
- Robert F. Marx. Shipwrecks in the Americas, New York (1971) ISBN 0-486-25514-X
- Robert L. Paquette and Stanley L. Engerman. The Lesser Antilles in the Age of European Expansion, University Press of Florida (1996), ISBN 0-8130-1428-X
- Richard B. Sheridan. Sugar and Slavery; An Economic History Of The British West Indies, 1623-1775 The Johns Hopkins University Press (1974년 4월 1일) ISBN 0-8018-1580-0
- Timothy R. Walton. The Spanish Treasure Fleets by Pineapple Press, (1994) ISBN 1-56164-049-2
- David Marley. Wars of the Americas: a chronology of armed conflict in the New World, 1492 to the present, ABC-CLIO (1998), ISBN 978-0-87436-837-6
- 로저 록키어. Buckingham, the Life and Political Career of George Villiers, First Duke of Buckingham, 1592–1628 (Longman, 1981).
- Paul Bloomfield. Uncommon People. A Study of England's Elite (London: Hamilton, 1955).
- 〈Buckingham, George Villiers, 1st Duke of〉. 《브리태니커 백과사전》 4 11판. 1911. 722–724쪽.